# Sado (pel·lícula)
Sado (사도) estrenada internacionalment com The Throne és una pel·lícula de drama històric de Corea del Sud de 2015 dirigida per Lee Joon-ik, protagonitzada per Song Kang-ho i Yoo Ah-in. Ambientada durant el regnat del rei Yeongjo, la pel·lícula tracta sobre la vida del príncep hereu Sado, l'hereu al tron que es considerava incapaç de governar i, als 27 anys, va ser condemnat a mort pel seu propi pare en estar tancat en un cofre d'arròs durant vuit dies.
Sado va guanyar tres premis als Premis de l'Associació Coreana de Crítics de Cinema, inclosa la millor pel·lícula. També va ser seleccionad per representar Corea del Sud a l'Oscar a la millor pel·lícula de parla no anglesa als Premis Oscar de 2015, però no va ser nominada.

## Argument
La pel·lícula s'obre amb el príncep hereu, Sado, fent un complot per matar el seu pare, el rei. No obstant això, l'assassinat -per motius no explicats- no es produeix.
L'endemà, la mare d'en Sado va al rei per animar-lo a que no castigui el fill d'en Sado quan el castigui. El rei convoca en Sado i li diu que es suïcidi. Tement per les seves pròpies vides, els partidaris de Sado s'afanyen i el salven del suïcidi. En canvi, el rei ordena que Sado sigui introduït en una gran caixa d'arròs, que després tanca ja que ningú més ho farà per ell.
La pel·lícula continua a girar cronològicament entre la caixa d'arròs del pati i la història de com va arribar-hi.
El rei és presentat com un pare adorable molt preocupat per l'assoliment educatiu del seu fill petit. Sado és presentat com a valent i diplomàtic fins i tot a una edat molt primerenca. Tanmateix, no s'adopta bé de la memorització que s'espera que faci. No aconsegueix memoritzar correctament un passatge escrit pel seu pare, i el trobem que prefereix socialitzar i pintar. Quan se li pregunta amb quina freqüència li agrada estudiar, tothom se sorprèn amb la seva resposta molt franca de "un o dos cops a l'any". El rei veu que el seu fill s'està rebel·lant.
Mentrestant, tres dies a la caixa Sado comença a al·lucinar. S'imagina que està cobert per centpeus i surt de la caixa, rentant-se a l'estany. Es torna a la caixa, que després fortifica.
En un altre flashback, el rei descriu que les relacions familiars entre la reialesa són diferents dels plebeus. "Al palau, els pares pensen als seus fills com a enemics". El pare de Sado continua explicant com el seu pare va fer enverinar la seva dona, i ell mateix ha estat acusat de matar el seu propi germà per assegurar el tron. Aquí i en altres llocs durant la pel·lícula afirma que no vol ser rei.
El rei proposa que el seu fill sigui rei substitut, un mètode pel qual el príncep hereu pot exercir el càrrec de rei sota la tutela contínua del rei vell. En el seu nou paper, Sado és assertiu i just, però algunes faccions que han gaudit d'un privilegi especial sota el corrupte rei pare s'oposen a les seves decisions. El rei gran arriba a la conclusió que el seu fill està aprofitant els cismes dins del regne per debilitar els poders del rei gran. Dirigeix al seu fill perquè prengui menys decisions i permeti que els nobles liderin. No obstant això, quan el seu fill s'enfronta a ells, el rei s'alarma per les decisions dels seus nobles i deroga les sentències de Sado. Aleshores Sado comença a consultar al seu pare per prendre decisions sàvies, però el rei gran ridiculitza el seu fill per no poder governar de manera independent. Res del que fa en Sado agrada al rei, que procedeix a humiliar el seu fill. Tanmateix, la vídua reial està encantada de la saviesa de Sado i actua com a protectora.
Quan el rei es nega a convocar celebracions pel 60è aniversari de la reina, la tensió arriba al màxim. Ell entra a les seves cambres i insisteix que ella el recolzi o aprovi la seva dimissió. Per a la seva sorpresa, ella ho aprova, fent així Sado rei.
Curiosament, Sado es nega a pujar al tron. Després de la marxa de l'ancià rei, Sado roman agenollat al pati on els seus súbdits temen que mori d'exposició. La reina es veu obligada a revocar la seva aprovació i, humiliada, deixa de menjar, posant fi a la seva vida. Al seu funeral, el rei gran culpa Sado de la seva mort. Sado esclata.
Sado esdevé un fanàtic religiós i un alcohòlic. Excava un complex de tombes subterrànies per si mateix i es nega a presentar els seus respectes a la nova reina. Enfurismat, mata un dels eunucs del palau. Fa una celebració per la seva mare pel seu 60è aniversari en la qual les seves accions impliquen una bogeria. Mentrestant, el rei gran assumeix el fill de Sado com el seu nou protegit, però el seu propi fill l'acusa de tramar una conspiració contra la corona.
L'escena de l'inici es reprodueix amb unes quantes addicions, la més important és per què no va matar el seu pare. En el moment crític, troba el seu fill amb el seu avi i va sentir que el seu fill deia al seu avi que Sado tenia un bon cor. Sado no va acabar amb l'assassinat.
Sado mor el setè dia del seu empresonament i és enterrat el vuitè, però el seu pare té tota la memòria esborrada. Exigeix al seu net que no digui mai el seu nom. No obstant això, després de la mort del rei gran, el fill de Sado fa tot el possible per honrar el seu pare, reivindicant així Sado

## Repartiment
- Song Kang-ho com a rei Yeongjo
- Yoo Ah-in com a Príncep hereu Sado
- Moon Geun-young com a Hyegyeong
  - Shin Soo-yeon com a jove Hyegyeong
- Kim Hae-sook com a Reina Inwon
- Park Won-sang com a Hong Bong-han
- Jeon Hye-jin com a Consort Yeong
- Park So-dam com a Senyora Moon
- Jin Ji-hee com a Princesa Hwawan
- Seo Yea-ji com a Reina Jeongsun
- Lee Dae-yeon com a Kim Sang-ro
- Kang Seong-hae com a Kim Han-gu
- Choi Deok-moon com a Hong In-han
- Jung Suk-yong com a eunuc Hong
- Choi Min-cheol com a Chae Je-gong
- Park Myeong-shin com a Reina Jeongseong
- Son Deok-gi com a Hong Nak-in
- So Ji-sub com a rei Jeongjo (cameo)
- Cha Soon-bae com a Park Nae-gwan

## Producció
El rodatge va començar el 8 de juliol de 2014. Sado va ser la primera pel·lícula de Moon Geun-young en vuit anys.

## Recepció

### Taquilla
Sado es va estrenar a Corea del Sud el 16 de setembre de 2015. El 25 d'octubre, va recaptar48,7 mil milions de wons coreans (42,9 milions de dòlars) amb 6,23 milions d'entrades.

### Premis i nominacions
| Any  | Premi                                                      | Categoria                               | Receptor(s) i nominat(s)                    | Resultat  |
| ---- | ---------------------------------------------------------- | --------------------------------------- | ------------------------------------------- | --------- |
| 2015 | 35ns Premis de l'Associació Coreana de Crítics de Cinema   | Millor pel·lícula                       | Sado                                        | Guanyador |
| 2015 | 35ns Premis de l'Associació Coreana de Crítics de Cinema   | Millor director                         | Lee Joon-ik                                 | Nominat   |
| 2015 | 35ns Premis de l'Associació Coreana de Crítics de Cinema   | Millor actor                            | Song Kang-ho                                | Nominat   |
| 2015 | 35ns Premis de l'Associació Coreana de Crítics de Cinema   | Millor actor                            | Yoo Ah-in                                   | Nominat   |
| 2015 | 35ns Premis de l'Associació Coreana de Crítics de Cinema   | Millor fotografia                       | Kim Tae-gyeong                              | Nominat   |
| 2015 | 35ns Premis de l'Associació Coreana de Crítics de Cinema   | Millor guió                             | Cho Chul-hyun, Oh Seung-hyeon, Lee Song-won | Guanyador |
| 2015 | 35ns Premis de l'Associació Coreana de Crítics de Cinema   | Millor música                           | Bang Jun-seok                               | Guanyador |
| 2015 | 35ns Premis de l'Associació Coreana de Crítics de Cinema   | Millors 10 pel·lícules de l'any         | Sado                                        | Guanyador |
| 2015 | 15è Festival Mundial del Jove Cinema Coreà                 | Actor favorit                           | Yoo Ah-in                                   | Guanyador |
| 2015 | 52ns Grand Bell Awards                                     | Millor pel·lícula                       | Sado                                        | Nominat   |
| 2015 | 52ns Grand Bell Awards                                     | Millor director                         | Lee Joon-ik                                 | Nominat   |
| 2015 | 52ns Grand Bell Awards                                     | Millor actor                            | Yoo Ah-in                                   | Nominat   |
| 2015 | 52ns Grand Bell Awards                                     | Millor actriu secundària                | Kim Hae-sook                                | Guanyador |
| 2015 | 52ns Grand Bell Awards                                     | Millor direcció artística               | Kang Seung-yong                             | Nominat   |
| 2015 | 52ns Grand Bell Awards                                     | Millor disseny de vestuari              | Shim Hyun-sub                               | Nominat   |
| 2015 | 52ns Grand Bell Awards                                     | Millor música                           | Bang Jun-seok                               | Nominat   |
| 2015 | 36ns Premis de Cinema Blue Dragon                          | Millor pel·lícula                       | Sado                                        | Nominat   |
| 2015 | 36ns Premis de Cinema Blue Dragon                          | Millor director                         | Lee Joon-ik                                 | Nominat   |
| 2015 | 36ns Premis de Cinema Blue Dragon                          | Millor actor principal                  | Song Kang-ho                                | Nominat   |
| 2015 | 36ns Premis de Cinema Blue Dragon                          | Millor actor principal                  | Yoo Ah-in                                   | Guanyador |
| 2015 | 36ns Premis de Cinema Blue Dragon                          | Millor actriu secundària                | Jeon Hye-jin                                | Guanyador |
| 2015 | 36ns Premis de Cinema Blue Dragon                          | Millor guió                             | Cho Chul-hyun, Oh Seung-hyeon, Lee Song-won | Nominat   |
| 2015 | 36ns Premis de Cinema Blue Dragon                          | Millor fotografia i il·luminació        | Kim Tae-gyeong, Hong Seung-cheol            | Guanyador |
| 2015 | 36ns Premis de Cinema Blue Dragon                          | Millor edició                           | Kim Sang-bum, Kim Jae-bum                   | Nominat   |
| 2015 | 36ns Premis de Cinema Blue Dragon                          | Millor direcció artística               | Kang Seung-yong                             | Nominat   |
| 2015 | 36ns Premis de Cinema Blue Dragon                          | Millor música                           | Bang Jun-seok                               | Guanyador |
| 2015 | 19è Festival de Cinema Nits Negres de Tallinn              | Gran Premi                              | Sado                                        | Guanyador |
| 2015 | 19è Festival de Cinema Nits Negres de Tallinn              | Millor música                           | Bang Jun-seok                               | Guanyador |
| 2015 | 5th SACF Artists of the Year Awards                        | Impressió artística en llargmetratge    | Yoo Ah-in                                   | Guanyador |
| 2015 | The Korea Film Actors Association Awards                   | Top Star Award                          | Yoo Ah-in                                   | Guanyador |
| 2015 | The Korea Film Actors Association Awards                   | Millor director                         | Lee Joon-ik                                 | Guanyador |
| 2015 | Premis de Cinema Cine 21                                   | Millor actor                            | Yoo Ah-in                                   | Guanyador |
| 2015 | Premis de Cinema Cine 21                                   | Millor guió                             | Cho Chul-hyun, Oh Seung-hyeon, Lee Song-won | Guanyador |
| 2015 | 2ns Premis de l’Associació Coreana de Productors de Cinema | Millor actriu secundària                | Jeon Hye-jin                                | Guanyador |
| 2015 | 2ns Premis de l’Associació Coreana de Productors de Cinema | Millor guió                             | Cho Chul-hyun, Oh Seung-hyeon, Lee Song-won | Guanyador |
| 2015 | 2ns Premis de l’Associació Coreana de Productors de Cinema | Millor so                               | Choi Tae-young                              | Guanyador |
| 2016 | 7ns Premis de Cinema KOFRA                                 | Millor pel·lícula                       | Sado                                        | Guanyador |
| 2016 | 7ns Premis de Cinema KOFRA                                 | Millor actor                            | Yoo Ah-in                                   | Guanyador |
| 2016 | 7ns Premis de Cinema KOFRA                                 | Millor actriu secundària                | Jeon Hye-jin                                | Guanyador |
| 2016 | Premis de l’Associació Asiàtica de Crítics de Cinema       | Millor pel·lícula                       | Sado                                        | Nominat   |
| 2016 | Premis de l’Associació Asiàtica de Crítics de Cinema       | Millor director                         | Lee Joon-ik                                 | Nominat   |
| 2016 | Premis de l’Associació Asiàtica de Crítics de Cinema       | Millor actor                            | Song Kang-ho                                | Nominat   |
| 2016 | Premis de l’Associació Asiàtica de Crítics de Cinema       | Millor actor                            | Yoo Ah-in                                   | Nominat   |
| 2016 | Premis de l’Associació Asiàtica de Crítics de Cinema       | Millor actriu secundària                | Jeon Hye-jin                                | Nominat   |
| 2016 | Premis de l’Associació Asiàtica de Crítics de Cinema       | Millor guió                             | Cho Chul-hyun, Oh Seung-hyeon, Lee Song-won | Nominat   |
| 2016 | Premis de l’Associació Asiàtica de Crítics de Cinema       | Millor banda sonora original            | Bang Jun-seok                               | Nominat   |
| 2016 | 20ns Premis Satellite                                      | Millor pel·lícula en llengua estrangera | Sado                                        | Nominat   |
| 2016 | 20ns Premis Satellite                                      | Millor disseny de vestuari              | Shim Hyun-seob                              | Nominat   |
| 2016 | 11ns Premis de Cinema Max                                  | Millor pel·lícula                       | Sado                                        | Nominat   |
| 2016 | 11ns Premis de Cinema Max                                  | Millor director                         | Lee Joon-ik                                 | Nominat   |
| 2016 | 11ns Premis de Cinema Max                                  | Millor actriu secundària                | Jeon Hye-jin                                | Nominat   |
| 2016 | 11ns Premis de Cinema Max                                  | Millor poster                           | Sado                                        | Nominat   |
| 2016 | 11ns Premis de Cinema Max                                  | Millor tràiler                          | Sado                                        | Nominat   |
| 2016 | 10ns Asian Film Awards                                     | Millor música original                  | Bang Jun-seok                               | Nominat   |
| 2016 | 10ns Asian Film Awards                                     | Millor disseny de vestuari              | Shim Hyun-seob                              | Guanyador |
| 2016 | 10ns Asian Film Awards                                     | Premi Next Generation                   | Yoo Ah-in                                   | Guanyador |
| 2016 | 21ns Chunsa Film Art Awards                                | Millor director                         | Lee Joon-ik                                 | Nominat   |
| 2016 | 21ns Chunsa Film Art Awards                                | Millor actor                            | Yoo Ah-in                                   | Guanyador |
| 2016 | 21ns Chunsa Film Art Awards                                | Millor actriu secundària                | Jeon Hye-jin                                | Nominat   |
| 2016 | 21ns Chunsa Film Art Awards                                | Millor guió                             | Cho Chul-hyun, Oh Seung-hyeon, Lee Song-won | Guanyador |
| 2016 | 21ns Chunsa Film Art Awards                                | Special Sharing Award                   | Lee Joon-ik                                 | Guanyador |
| 2016 | 52ns Baeksang Arts Awards                                  | Gran Premi (Daesang)                    | Lee Joon-ik                                 | Guanyador |
| 2016 | 52ns Baeksang Arts Awards                                  | Millor actor                            | Song Kang-ho                                | Nominat   |
| 2016 | 52ns Baeksang Arts Awards                                  | Millor actor                            | Yoo Ah-in                                   | Nominat   |
| 2016 | 52ns Baeksang Arts Awards                                  | Millor actriu secundària                | Jeon Hye-jin                                | Nominat   |
| 2016 | 25th Buil Film Awards                                      | Millor actriu secundària                | Jeon Hye-jin                                | Nominat   |
| 2016 | 25th Buil Film Awards                                      | Millor direcció artística               | Kang Seung-yong                             | Nominat   |
| 2016 | 25th Buil Film Awards                                      | Millor música                           | Bang Joon-seok                              | Nominat   |
| 2016 | 10ns Asia Pacific Screen Awards                            | Millor director                         | Lee Joon-ik                                 | Nominat   |
| 2016 | 10ns Asia Pacific Screen Awards                            | Millor actor                            | Song Kang-ho                                | Nominat   |
| 2016 | 4t Asian Film Festival Barcelona                           | Millor pel·lícula                       | Sado                                        | Guanyador |
| 2016 | 47è Festival Internacional de Cinema de l'Índia            | Millor pel·lícula                       | Sado                                        | Nominat   |
| 2016 | 47è Festival Internacional de Cinema de l'Índia            | Premi especial del jurat                | Sado                                        | Guanyador |